# Esmoulières
Esmoulières est une commune française de moyenne montagne située dans le département de la Haute-Saône, la région culturelle et historique de Franche-Comté et la région administrative Bourgogne-Franche-Comté. Elle fait partie du Massif des Vosges avec lequel elle partage une ascendance montagnarde culturelle et historique commune.

## Géographie
La commune est composée de très nombreux hameaux, les principaux étant le Village, Brumbief (est), Evouhey (nord), Saphoz (ouest) et Beulotte-la-Guillaume (sud). D'autres lieux-dits existent tels que Côte Giroz, Es Vernois, Saphoz le haut, les Evaux, le Clos, Peute Goutte, les Courmands, les Saulieux, Es Forges, l'Agiot, ou encore la Charmoye.

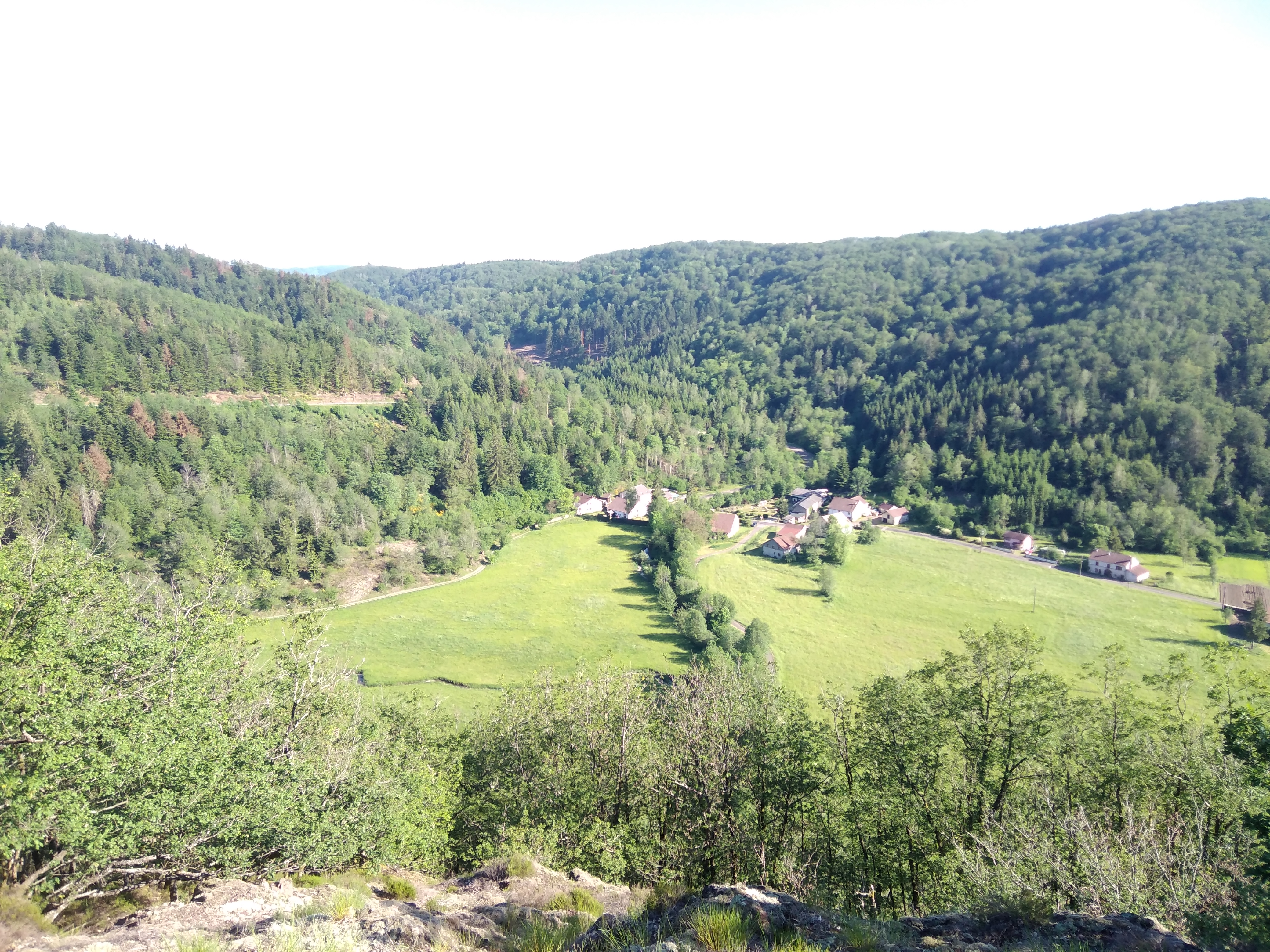
Vue depuis le nord sur le hameau de Saphoz, situé dans la basse vallée du Beuletin.
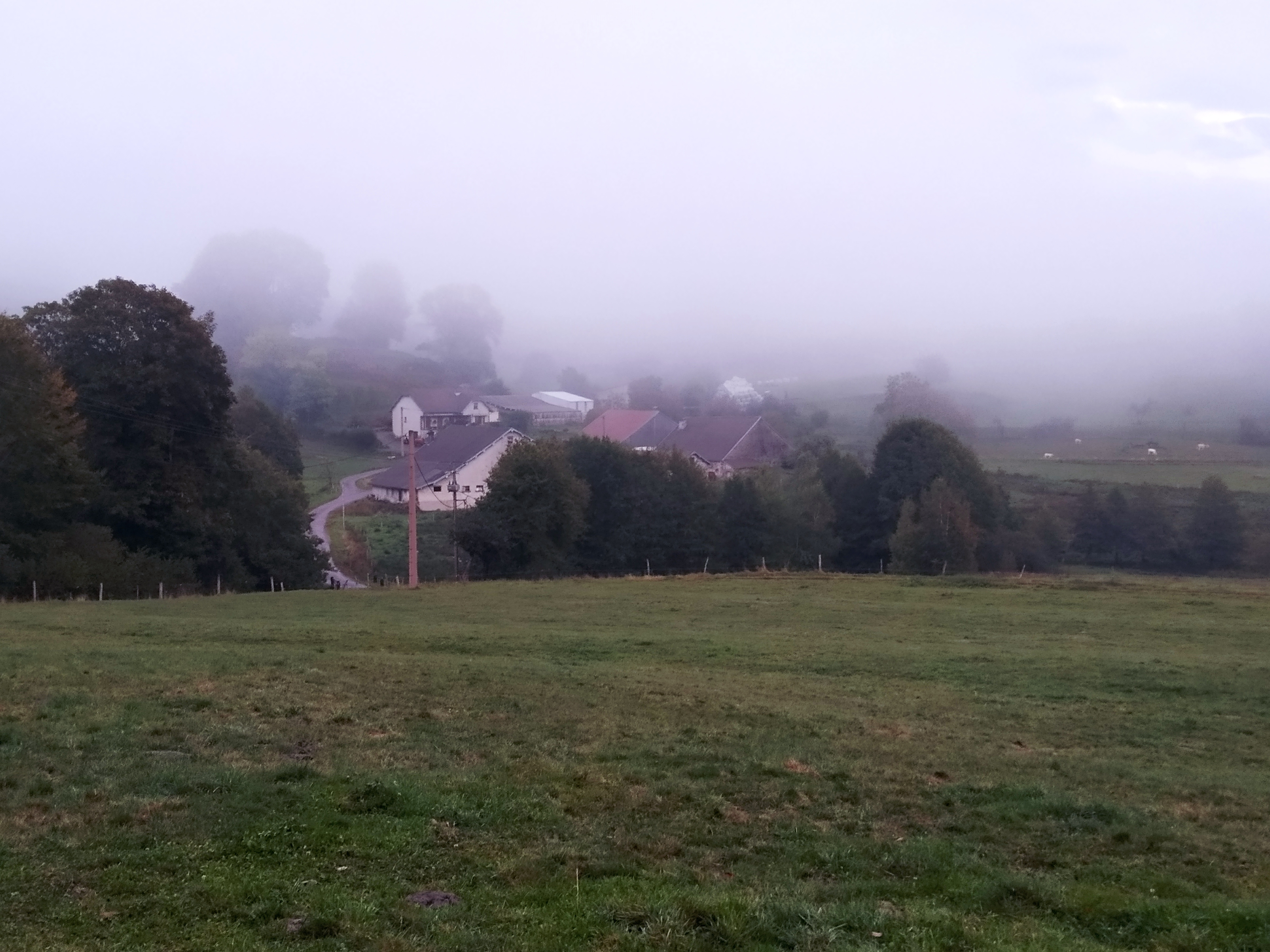
Hameau de Brumbief.

### Géologie et relief

Limite des glaciations sur le plateau des Mille étangs et dépôts morainiques.

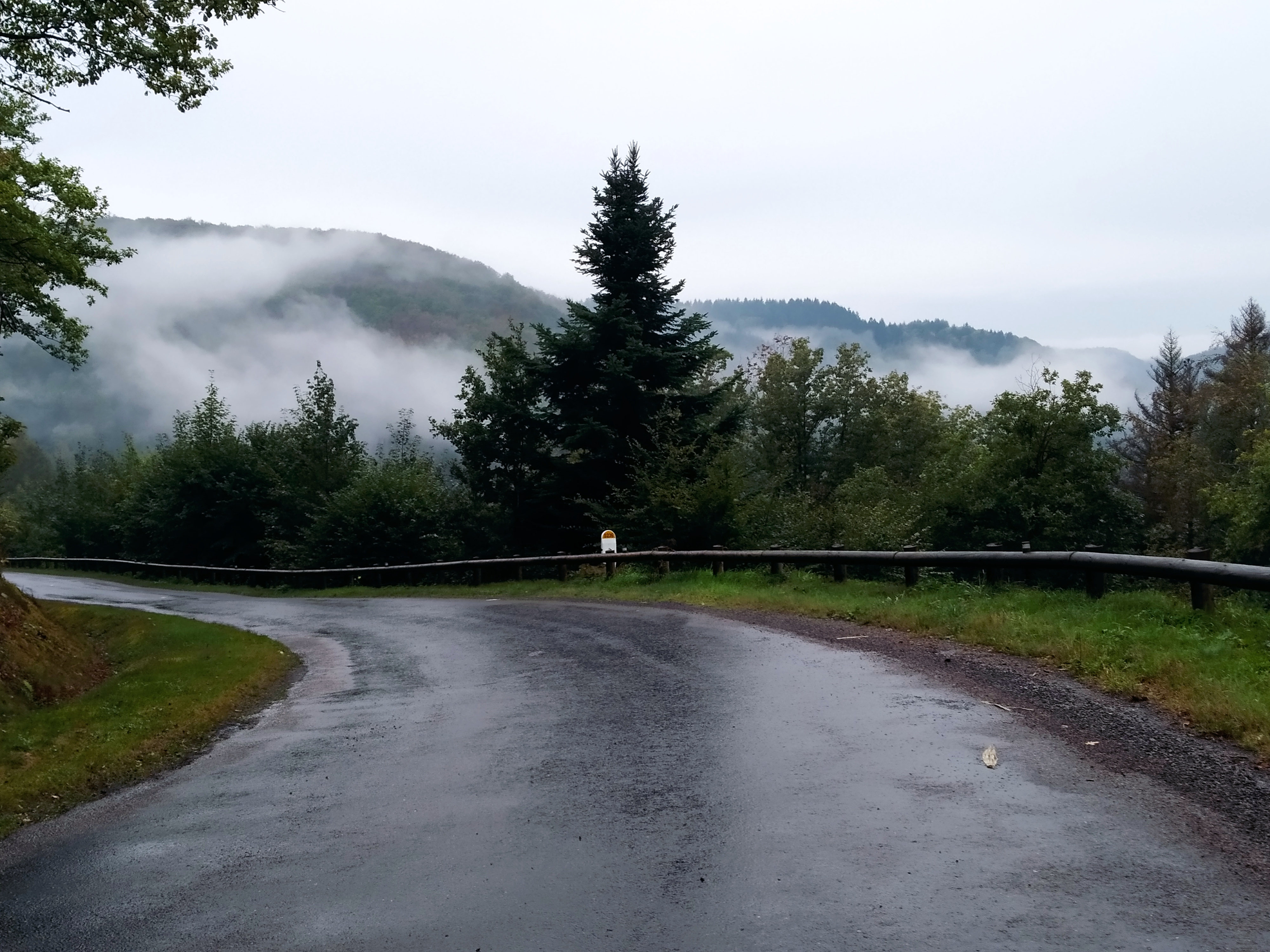
Col d'Esmoulières-Saphoz (D236).

Le territoire regroupe de très nombreux hameaux et si la partie sud et est de la commune se situe dans l'étroite et ancienne vallée glaciaire du Beuletin, présentant un intérêt touristique et géologique, le nord et l'ouest se situent sur un plateau. Le territoire est ainsi réparti sur deux niveaux : le fond de vallée assez bas (basse montagne) ainsi que le plateau plus élevé (moyenne montagne).
Le centre du village se situe en plein cœur du plateau d'Esmoulières à l'altitude de 580 mètres. Le plateau possède un relief très peu marqué et seule la partie nord passe la barre des 600 mètres et y atteint son altitude maximale dans le hameau des Saulieux à 670 mètres à proximité du haut du plateau du Breuillet (Corravillers). D'autres sommets sont plus ou moins notables, le haut de la Roche (601 m), le haut du Beutry (644 m), et le haut du Tertres (662 m) tous situés à l'est de la commune de part et d'autre des torrents de la Saulotte et du Beuletin. On peut aussi citer le haut de la Brossie d'ès Vouhey (638 m) au nord-ouest.
Esmoulières accueille sur son territoire l'immense majorité de la basse vallée du Beuletin qui irrigue les hameaux de Beulotte la Guillaume (450 m) et Saphoz (380 m). Le hameau le plus élevé du territoire communal est Les Saulieux à 635 mètres d'altitude.

### Climat
Pour des articles plus généraux, voir Climat de la Bourgogne-Franche-Comté et Climat de la Haute-Saône.
En 2010, le climat de la commune est de type climat de montagne, selon une étude du Centre national de la recherche scientifique s'appuyant sur une série de données couvrant la période 1971-2000. En 2020, Météo-France publie une typologie des climats de la France métropolitaine dans laquelle la commune est exposée à un climat semi-continental et est dans une zone de transition entre les régions climatiques « Lorraine, plateau de Langres, Morvan » et « Vosges ».
Pour la période 1971-2000, la température annuelle moyenne est de 8,8 °C, avec une amplitude thermique annuelle de 16,9 °C. Le cumul annuel moyen de précipitations est de 1 332 mm, avec 13,3 jours de précipitations en janvier et 11,1 jours en juillet. Pour la période 1991-2020, la température moyenne annuelle observée sur la station météorologique de Météo-France la plus proche, « Ballon de Servance », sur la commune de Haut-du-Them-Château-Lambert à 8 km à vol d'oiseau, est de 6,5 °C et le cumul annuel moyen de précipitations est de 1 882,9 mm. 
La température maximale relevée sur cette station est de 31,2 °C, atteinte le 24 juillet 2019 ; la température minimale est de −20,1 °C, atteinte le 20 décembre 2009,,.
Les paramètres climatiques de la commune ont été estimés pour le milieu du siècle (2041-2070) selon différents scénarios d'émission de gaz à effet de serre à partir des nouvelles projections climatiques de référence DRIAS-2020. Ils sont consultables sur un site dédié publié par Météo-France en novembre 2022.

## Urbanisme

### Typologie
Au 1er janvier 2024, Esmoulières est catégorisée commune rurale à habitat très dispersé, selon la nouvelle grille communale de densité à sept niveaux définie par l'Insee en 2022.
Elle est située hors unité urbaine et hors attraction des villes,.

### Occupation des sols
L'occupation des sols de la commune, telle qu'elle ressort de la base de données européenne d’occupation biophysique des sols Corine Land Cover (CLC), est marquée par l'importance des forêts et milieux semi-naturels (67,1 % en 2018), une proportion sensiblement équivalente à celle de 1990 (66,9 %). La répartition détaillée en 2018 est la suivante : 
forêts (60,8 %), zones agricoles hétérogènes (21,1 %), prairies (9,2 %), milieux à végétation arbustive et/ou herbacée (6,3 %), eaux continentales (2,6 %). L'évolution de l’occupation des sols de la commune et de ses infrastructures peut être observée sur les différentes représentations cartographiques du territoire : la carte de Cassini (XVIIIe siècle), la carte d'état-major (1820-1866) et les cartes ou photos aériennes de l'IGN pour la période actuelle (1950 à aujourd'hui).

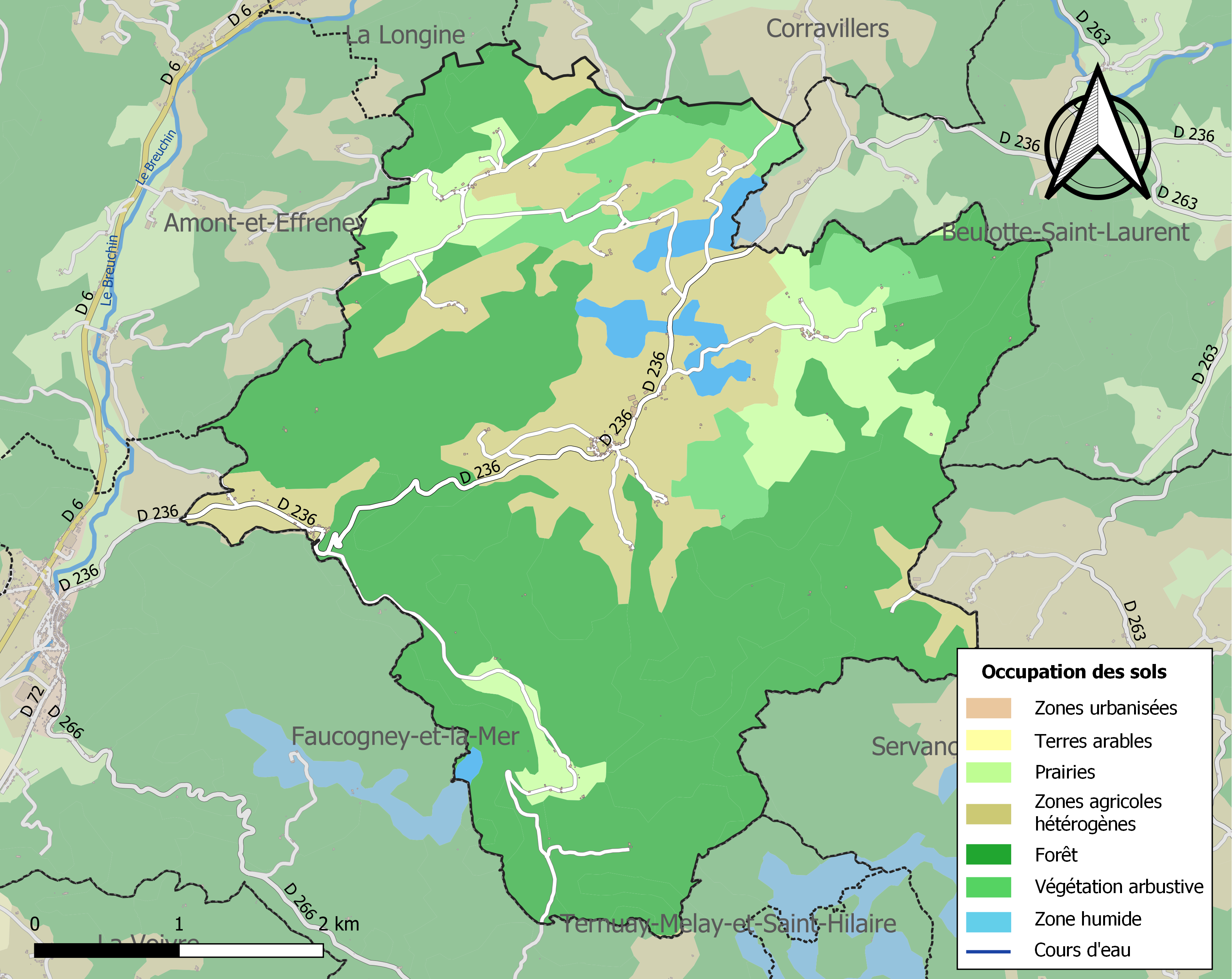
Carte des infrastructures et de l'occupation des sols de la commune en 2018 (CLC).

## Toponymie
Le nom de la commune signifie dans l'ancien français « des terrains rendus mous par l'humidité » référence aux nombreuses tourbières et zones humides présentent sur la commune[réf. nécessaire].

## Histoire
Découverte d'une station néolithique[réf. nécessaire].
Depuis le XVIIIe siècle jusque dans les années 50, on peut noter la présence de nombreuses fermes et moulins sur la commune.
Il est également à noter l'exploitation d'une mine de manganèse (comprenant également un stock important d'hématite) sur la commune (entre Saphoz et Saphoz-le-Haut). La Société des mines de Faucogney qui la gérait se rendit vite compte de la médiocrité du filon et abandonna rapidement le projet, avant la mise en place d'une exploitation plus industrielle comme dans les mines de la vallée de la Moselle. L'accès aux galeries qui s'étalent sur environ trois kilomètres, bien que toujours ouvert, est actuellement interdit au public pour des raisons de sécurité et de protection de l’environnement, dû a la présence de chiroptères (chauve-souris).
Lors de la Seconde Guerre mondiale, la commune fût affecté par différents événements. Ainsi dès le 10 mai 1940, le Commandant Gérard Clicquot de Mentque, ayant décollé du terrain de Luxeuil pour combattre un raid de bombardiers allemands Heinkel He 111, fût abattu à bord de son MS.406. Il s'écrasa entre les hameaux d'Evouhey et d'Es Vernois. Il serait le premier mort de la Bataille de France.
En 1944, lors de la Libération, Esmoulières se retrouva sous le feux de tirs d'obus américains afin d'y déloger les forces d'occupation allemandes. La prise d'Esmoulières fut si difficile que les forces américaines baptisèrent la colline « Potato Musher Hill » (colline Presse-Purée). Différents bâtiments furent abimés et notamment la ferme de Tchiptega (au lieu-dit "Miradaxer"). Aucun blessé ne fut heureusement dénombré. À noter que les ruines, toujours visibles et bien conservées de nos jours, sont recouvertes d'une végétation atypique, composée de buis et de noisetiers aux formes étranges.
Un autre événement est survenu en 1944. Sur la colline de la vierge Notre-Dame de Faucogney, un appareil allemand multi-moteurs de type inconnu s'est écrasé. Les différents témoignages font état d'entre trois et huit membres d'équipage.

## Politique et administration

Carte départementale représentant en rouge la Communauté de communes des 1000 étangs.

### Rattachements administratifs et électoraux
La commune fait partie de l'arrondissement de Lure du département de la Haute-Saône, en région Bourgogne-Franche-Comté. Pour l'élection des députés, elle dépend de la deuxième circonscription de la Haute-Saône.
La commune faisait partie depuis 1793 du canton de Faucogney-et-la-Mer. Dans le cadre du redécoupage cantonal de 2014 en France, la commune fait désormais partie du canton de Mélisey.

### Intercommunalité
La commune fait partie de la communauté de communes des mille étangs créée fin 2002.

### Liste des maires

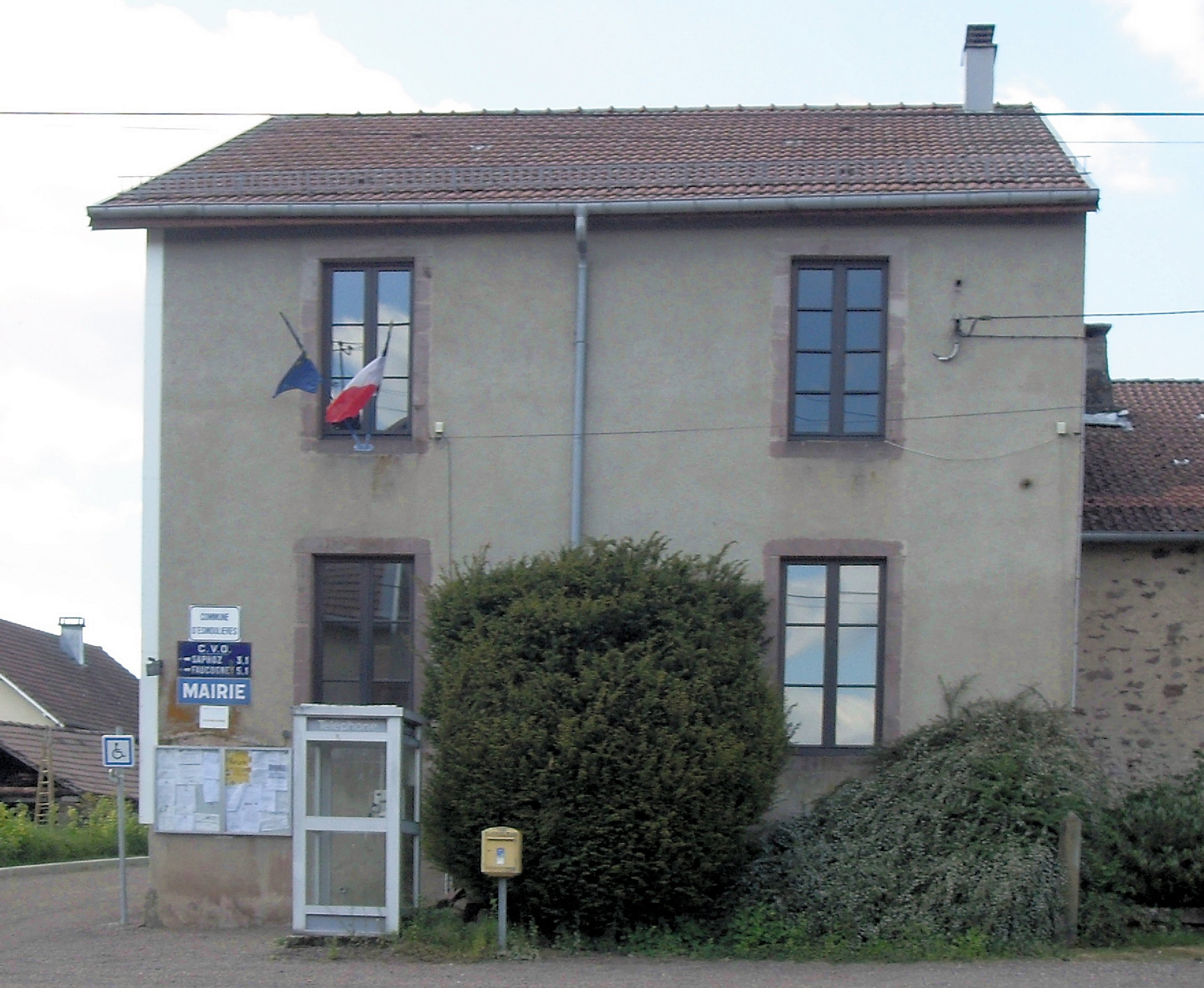
La mairie.

| Période                                  | Période                   | Identité          | Étiquette | Qualité |
| ---------------------------------------- | ------------------------- | ----------------- | --------- | ------- |
| Les données manquantes sont à compléter. |                           |                   |           |         |
| 1959                                     | 1977                      | Robert Collilieux |           |         |
| mars 1977                                | 1993                      | Pierre Géhant     |           |         |
| 1993                                     | 2014                      | Claude Géhant     |           |         |
| 2014                                     | En cours (au 7 août 2016) | Martine Poirot    |           |         |

## Démographie
L'évolution du nombre d'habitants est connue à travers les recensements de la population effectués dans la commune depuis 1793. Pour les communes de moins de 10 000 habitants, une enquête de recensement portant sur toute la population est réalisée tous les cinq ans, les populations de référence des années intermédiaires étant quant à elles estimées par interpolation ou extrapolation. Pour la commune, le premier recensement exhaustif entrant dans le cadre du nouveau dispositif a été réalisé en 2008.

En 2022, la commune comptait 97 habitants, en évolution de +1,04 % par rapport à 2016 (Haute-Saône : −1,4 %, France hors Mayotte : +2,11 %).
| 1793 | 1800 | 1806  | 1821  | 1831  | 1836  | 1841  | 1846  | 1851  |
| ---- | ---- | ----- | ----- | ----- | ----- | ----- | ----- | ----- |
| 960  | 978  | 1 046 | 1 078 | 1 356 | 1 193 | 1 203 | 1 250 | 1 158 |

| 1856  | 1861  | 1866  | 1872 | 1876 | 1881 | 1886 | 1891 | 1896 |
| ----- | ----- | ----- | ---- | ---- | ---- | ---- | ---- | ---- |
| 1 000 | 1 004 | 1 028 | 954  | 969  | 888  | 813  | 815  | 752  |

| 1901 | 1906 | 1911 | 1921 | 1926 | 1931 | 1936 | 1946 | 1954 |
| ---- | ---- | ---- | ---- | ---- | ---- | ---- | ---- | ---- |
| 685  | 666  | 626  | 538  | 495  | 475  | 494  | 458  | 376  |

| 1962 | 1968 | 1975 | 1982 | 1990 | 1999 | 2006 | 2008 | 2013 |
| ---- | ---- | ---- | ---- | ---- | ---- | ---- | ---- | ---- |
| 278  | 236  | 193  | 182  | 157  | 122  | 103  | 98   | 99   |

| 2018 | 2022 | - | - | - | - | - | - | - |
| ---- | ---- | - | - | - | - | - | - | - |
| 97   | 97   | - | - | - | - | - | - | - |

## Culture locale et patrimoine

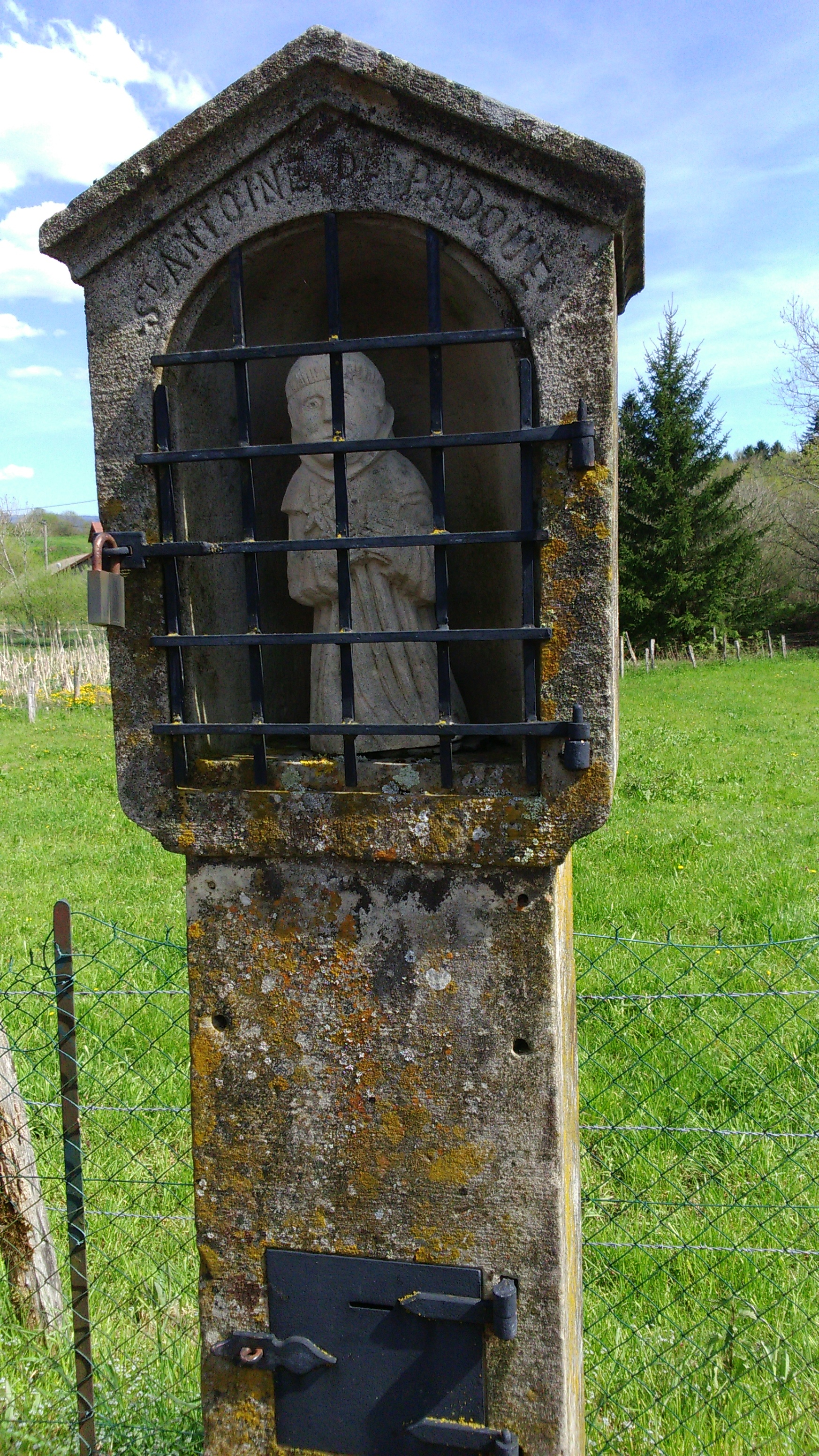
Petit oratoire abritant une statuette de saint Antoine de Padoue.

### Lieux et monuments
- Notre-Dame de Faucogney, statue de la Vierge Marie.
- Stèle du commandant Gérard Clicquot de Mentque.

### Personnalités liées à la commune
- Auguste Tuaillon (1873-1907), chansonnier nain, est né au lieu-dit Es Vouhey.

### Héraldique
| Blason de Esmoulières | Blason  | D'argent à la bande de gueules côtoyée de deux cotices du même. |
| Blason de Esmoulières | Détails | Le statut officiel du blason reste à déterminer.                |